# USS Melvin (DD-680)
USS Melvin (DD-680) là một tàu khu trục lớp Fletcher được Hải quân Hoa Kỳ chế tạo trong Chiến tranh Thế giới thứ hai. Nó là chiếc tàu chiến duy nhất của Hải quân Mỹ được đặt theo tên Trung úy Hải quân John T. Melvin (1887–1917), người tử trận trong Chiến tranh Thế giới thứ nhất. Nó đã hoạt động cho đến hết Thế Chiến II, ngừng hoạt động một thời gian ngắn, rồi phục vụ trở lại từ năm 1951 đến năm 1954, và cuối cùng bị tháo dỡ năm 1975. Nó được tặng thưởng mười Ngôi sao Chiến trận do thành tích phục vụ trong Thế Chiến II.

## Thiết kế và chế tạo
Melvin được đặt lườn tại xưởng tàu của hãng Federal Shipbuilding & Dry Dock Company ở Kearny, New Jersey vào ngày 6 tháng 7 năm 1943. Nó được hạ thủy vào ngày 17 tháng 10 năm 1943; được đỡ đầu bởi cô Gertrude C. Bailey, cháu gái ba đời của Trung úy Melvin, và nhập biên chế vào ngày 24 tháng 11 năm 1943 dưới quyền chỉ huy của Trung tá Hải quân Warner R. Edsall.

## Lịch sử hoạt động

### 1944
Sau khi hoàn tất chạy thử máy tại vùng biển ngoài khơi Bermuda, Melvin lên đường vào ngày 1 tháng 2 năm 1944 để đi sang khu vực Mặt trận Thái Bình Dương, đi đến Trân Châu Cảng vào ngày 4 tháng 3. Nó lên đường đi Majuro năm ngày sau đó, và trong một tháng tiếp theo đã tuần tra chống tàu ngầm và tham gia phong tỏa những đảo san hô còn do Nhật Bản kiểm soát tại khu vực quần đảo Marshall. Nó quay trở về Trân Châu Cảng vào ngày 2 tháng 5.
Sau một đợt huấn luyện tác xạ, Melvin khởi hành từ Trân Châu Cảng cùng Đội đặc nhiệm 52.17 đi Saipan vào ngày 31 tháng 5, và sau khi đến nơi vào đêm 13-14 tháng 6, nó đã đánh chìm tàu ngầm RO-36. Đang khi tuần tra về phía Bắc Saipan vài giờ sau đó, nó lại tấn công một tàu đối phương khác, một tàu buôn, khiến đối thủ bốc cháy trong vài giờ trước khi đắm. Trong 23 ngày tiếp theo sau, con tàu đã hoạt động bắn hỏa lực phản pháo, tuần tra chống tàu ngầm, gây hư hại một tàu ngầm đối phương vào ngày 17 tháng 6, hỗ trợ hỏa lực cho binh lính Thủy quân Lục chiến hoạt động trên bờ, hộ tống tàu bè đi lại từ Eniwetok, cũng như tham gia bắn phá Tinian.
Melvin khởi hành đi Eniwetok vào ngày 8 tháng 7, nơi nó lên đường vào ngày 18 tháng 7 hộ tống các tàu vận tải chuyển quân đến Guam, đi đến ngoài khơi bờ biển nơi nó hộ tống các tàu vận tải và tàu chở dầu từ ngày 22 tháng 7 đến ngày 7 tháng 8. Sau một giai đoạn chuẩn bị tại Guadalcanal thuộc quần đảo Solomon, nó tham gia cuộc đổ bộ và chiếm đóng khu vực Nam quần đảo Palau từ ngày 8 đến ngày 21 tháng 9, rồi gia nhập Đội đặc nhiệm 33.19 cho chiến dịch chiếm đóng Ulithi mà không gặp sự kháng cự. Sau khi hộ tống các tàu đổ bộ LST đi Hollandia thuộc New Guinea, nó đi đến đảo Manus để tập trung lực lượng cho chiến dịch đổ bộ tiếp theo lên đảo Leyte thuộc Philippines.
Melvin cùng Đội đặc nhiệm 79.11 lên đường vào ngày 11 tháng 10, hướng về Philippines trong thành phần hộ tống cho các tàu đổ bộ sẽ tham gia tấn công lên Dulag. Sau nữa đêm ngày 20 tháng 10, nó tiến vào vịnh Leyte và chiếm vị trí canh phòng bảo vệ giữa các đảo Dinagat và Hibuson, làm nhiệm vụ hộ tống cho bốn ngày tiếp theo. Chiếc tàu khu trục tiếp tục tham gia Trận chiến eo biển Surigao, khi vào những giờ đầu tiên của ngày 25 tháng 10 đã tham gia cuộc tấn công bằng ngư lôi của Hải đội Khu trục 54 nhắm vào hàng chiến trận Nhật Bản, làm suy yếu lực lượng đối phương khi chúng tiến qua eo biển Surigao. Melvin được phân vào đội bên sườn phía Đông cùng các tàu khu trục Remey (DD-688) và McGowan (DD-678), và đã phóng ngư lôi lúc 03 giờ 00, bắn trúng đích thiết giáp hạm Fusō khiến tàu đối phương nổ tung, bốc cháy rồi lật úp và chìm trong vòng 40 phút. Các tàu khu trục rút lui về phía bờ biển Dinagat gần Hibuson, nơi họ chứng kiến Lực lượng phía Nam Nhật Bản bị tiêu diệt bởi hỏa lực của các thiết giáp hạm và tàu tuần dương hạng nặng dưới quyền Chuẩn đô đốc Jesse B. Oldendorf.

### 1945
Melvin rút lui về Hollandia hai ngày sau đó, rồi hộ tống các đoàn tàu vận tải tiếp liệu đi đến Philippines cho đến tháng 12, khi nó quay trở ại khu vực quần đảo Solomon để tổng dượt cho cuộc đổ bộ lên Luzon. Nó rời vịnh Purvis, đảo Florida vào ngày 25 tháng 12, hộ tống các tàu vận chuyển đi Manus, rồi tiếp tục đi đến vịnh Lingayen, Philippines. Nó đi đến mục tiêu vào ngày 11 tháng 1 năm 1945, đảm nhiệm vai trò bắn pháo sáng ban đêm và hỗ trợ hỏa lực, cũng như hộ tống cho các tàu vận tải. Nó tiếp tục hỗ trợ cho cuộc đổ bộ cho đến ngày 15 tháng 1, đối phó với máy bay tấn công cảm tử Kamikaze và xuồng máy tự sát chứa chất nổ của đối phương.
Từ Luzon, Melvin đi về phía Nam đến Leyte, rồi đi đến quần đảo Caroline, nơi nó nhận nhiệm vụ mới hộ tống các tàu sân bay thuộc Lực lượng Đặc nhiệm 58. Nó đi lên phía Bắc cùng lực lượng này vào ngày 10 tháng 2, bảo vệ cho các tàu sân bay khi máy bay của chúng không kích xuống đảo Honshū, rồi hỗ trợ cho cuộc đổ bộ lên Iwo Jima. Vào ngày 21 tháng 2, nó trợ giúp cho tàu sân bay Saratoga (CV-3) đánh trả các cuộc không kích của đối phương, bắn rơi ba kẻ tấn công trước khi hộ tống Saratoga bị hư hại rút lui về Eniwetok để sửa chữa.
Đến giữa tháng 3, Melvin gia nhập trở lại cùng các tàu sân bay nhanh tại Ulithi, và cùng đội đặc nhiệm lên đường đi lên hướng Tây Bắc vào ngày 14 tháng 3 nhằm chuẩn bị cho Trận Okinawa. Trong hơn hai tháng tiếp theo, chiếc tàu khu trục hoạt động liên tục ngoài biển, hộ tống các tàu sân bay và hỗ trợ hỏa lực cho binh lính chiến đấu tại Okinawa từ khi họ đổ bộ lên đảo này vào ngày 1 tháng 4, cũng như tuần tra canh phòng chung quanh hòn đảo. Sau một đợt nghỉ ngơi ngắn tại Ulithi vào giữa tháng 5, nó quay trở lại khu vực quần đảo Ryūkyū vào ngày 24 tháng 5 để bắn phá các cơ sở đối phương trên quần đảo này và đảo Kyūshū. Sang giữa tháng 6, con tàu có được dịp nghỉ ngơi khi nó vào ụ tàu tại vịnh San Pedro để sửa chữa, rồi lại lên đường vào ngày 1 tháng 7, cùng các tàu sân bay đi lên phía Bắc cho những chiến dịch cuối cùng xuống chính quốc Nhật Bản. Trong một tháng rưỡi tiếp theo, lực lượng đặc nhiệm hoạt động ngoài khơi chính quốc Nhật Bản, bắn phá và ném bom các trung tâm quân sự và công nghiệp tại Honshū và Hokkaidō.
Melvin tiếp tục hoạt động cùng các tàu sân bay cho đến ngày 10 tháng 8, khi nó lên đường đi sang phía Bắc để gia nhập Lực lượng Đặc nhiệm 92, làm nhiệm vụ càn quét tàu bè và bắn phá Paramushiro thuộc quần đảo Kuril. Hoàn tất nhiệm vụ này vào ngày 12 tháng 8, nó khởi hành đi Adak, Alaska, nơi nó nhận được tin tức về việc Nhật Bản đầu hàng kết thúc cuộc xung đột, và nhận mệnh lệnh mới quay trở lại Nhật Bản làm nhiệm vụ chiếm đóng. Nó hoạt động cùng các tàu quét mìn ngoài khơi phía Bắc đảo Honshū cho đến ngày 12 tháng 10, khi nó lên đường quay trở về Hoa Kỳ, về đến San Francisco vào ngày 4 tháng 11. Con tàu được cho xuất biên chế tại San Diego vào ngày 31 tháng 5 năm 1946, và đưa về Hạm đội Dự bị Thái Bình Dương.

### 1951-1954
Melvin được cho nhập biên chế trở lại vào ngày 26 tháng 2 năm 1951, và khởi hành vào ngày 1 tháng 6 để đi sang Newport, Rhode Island, nơi nó gia nhập Hải đội Khu trục 24 trực thuộc Hạm đội Đại Tây Dương. Nó được phái tăng cường cho Đệ Nhị hạm đội và Đệ Lục hạm đội trong khi những tàu khu trục thuộc các hạm đội này được điều sang lực lượng Liên Hợp Quốc tại Triều Tiên. Trong hai năm rưỡi, nó đã hoạt động dọc theo vùng bờ Đông và vùng biển Caribe, và hai lượt đực bố trí sang Địa Trung Hải từ ngày 22 tháng 4 đến ngày 8 tháng 10 năm 1952 và từ ngày 22 tháng 4 đến ngày 6 tháng 6 năm 1953.
Melvin lại xuất biên chế vào ngày 13 tháng 1 năm 1954, gia nhập Hạm đội Dự bị Đại Tây Dương tại Charleston, South Carolina và bỏ không tại đây cho đến năm 1960, nó được chuyển đến Philadelphia, Pennsylvania. Tên nó được cho rút khỏi danh sách Đăng bạ Hải quân vào ngày 1 tháng 12 năm 1974, và bị bán để tháo dỡ vào ngày 14 tháng 8 năm 1975.

## Phần thưởng
Melvin được tặng thưởng mười Ngôi sao Chiến trận do thành tích phục vụ trong Thế Chiến II.